# Ulrich Büdenbender
Ulrich Büdenbender (* 1. September 1948 in Siegen) ist ein deutscher Jurist und ehemaliger Professor für Bürgerliches Recht, Energiewirtschaftsrecht und Arbeitsrecht an der Technischen Universität Dresden.

## Leben
Ulrich Büdenbender studierte Rechtswissenschaften an der Universität Bonn und war dort nach dem 1. Juristischen Staatsexamen ab 1971 ein Jahr wissenschaftlicher Mitarbeiter im Institut für Zivilprozessrecht. In dieser Zeit promovierte er mit einem familienrechtlich-zivilprozessrechtlichen Thema. Nach dem Assessor-Examen war Büdenbender von 1975 bis 1998 bei RWE tätig, zunächst als Justitiar im Rechtsbereich, später als Personaldirektor und seit 1991 als Vorstandsmitglied. In dieser Zeit arbeitete er wissenschaftlich und hielt Vorlesungen an den Universitäten Essen, Duisburg sowie Köln. 
Im Jahre 1995 habilitierte er sich an der Universität Köln mit einem kartellrechtlichen Thema und erhielt die Lehrbefugnis für Bürgerliches Recht, Wirtschaftsrecht und Zivilprozeßrecht. Zum 1. April 1998 übernahm er die Professur für Bürgerliches Recht, Energiewirtschaftsrecht und Arbeitsrecht an der Technischen Universität Dresden unter Beibehaltung der Honorarprofessur an der Universität Essen.
2019 gründete er gemeinsam mit Peter Rosin die Kanzlei Rosin & Büdenbender. Büdenbender ist seit 2019 Vorstandsvorsitzender des Beirats des Düsseldorfer Instituts für Energierecht.
Er ist seit Studienbeginn 1967 Mitglied der katholischen Studentenverbindung KDStV Bavaria Bonn.

## Schriften (Auswahl)
- 1975: Der vorläufige Rechtsschutz im Nichtehelichenrecht (Diss. 1973)
- 1982: Energierecht
- 1995: Die Kartellaufsicht über die Energiewirtschaft (Habil.)
- 1996: Vorteilsausgleichung und Drittschadensliquidation bei obligatorischer Gefahrenentlastung
- 1999: Energierecht I – Recht der Energieanlagen (Mitautor)